# Катастрофа Ми-8 под Букаву 9 марта 2013 года
Катастрофа Ми-8 под Букаву 9 марта 2013 года — крушение вертолёта ООН, принадлежащего авиакомпании «ЮТэйр», близ города Букаву (Демократическая Республика Конго).
При полёте в сложных метеоусловиях (ливневый дождь) в горной местности вертолёт в 10:34 местного времени столкнулся со склоном горы на высоте 2460 м. Экипаж вертолета в составе четырех человек, работавших по контракту с миссией ООН в Демократической республике Конго, выполнял полет из Шабунды в Букаву. Пассажиров и груза на борту не было. Вертолёт обнаружили в труднодоступной местности разрушенным и частично сгоревшим. Все четыре члена экипажа, находившихся на борту вертолёта, погибли.